# جيمس إس. باركس
جيمس إس. باركس (بالإنجليزية: James S. Parkes)‏ هو سياسي أمريكي، ولد في 1897، وتوفي في 1985. حزبياً، نشط في الحزب الجمهوري. وقد انتخب Director of the Monmouth County Board of Chosen Freeholders ‏.